# (2586) Matson
(2586) Matson (1980 LO) – planetoida z pasa głównego asteroid okrążająca Słońce w ciągu 3,69 lat w średniej odległości 2,39 j.a. Odkryta 17 czerwca 1980 roku.